# Buariki (atol Aranuka)
Buariki – największa wyspa i miasteczko w Kiribati w atolu Aranuka w archipelagu Wysp Gilberta na Oceanie Spokojnym. Znajduje się tu port lotniczy Aranuka.